# Bundesgartenschau

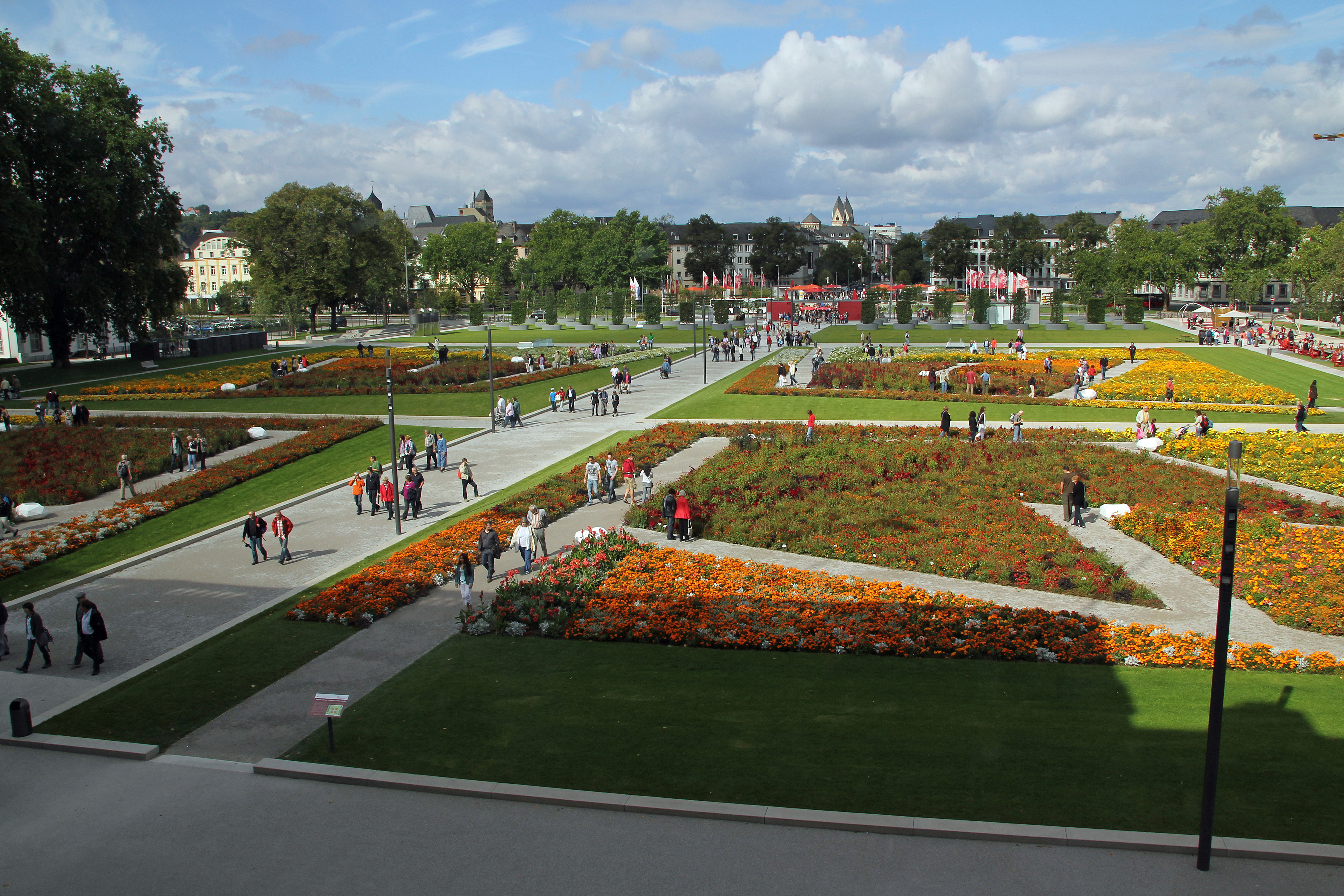
Bundesgartenschau 2011 a Coblenza

La Bundesgartenschau (BUGA, in tedesco: Mostra federale di giardinaggio) è una mostra di giardinaggio e di architettura del paesaggio, che viene organizzata in Germania con cadenza biennale, ogni volta in una diversa città.

## Città ospitanti
- 1951: Hannover (Stadtpark)
- 1953: Amburgo (Planten un Blomen)
- 1955: Kassel (Karlsaue)
- 1957: Colonia (Rheinpark)
- 1959: Dortmund (Westfalenpark)
- 1961: Stoccarda (Schlossgarten)
- 1963: Amburgo (Planten un Blomen, Botanischer Garten, Kleine und Große Wallanlagen)
- 1965: Essen (Grugapark)
- 1967: Karlsruhe (Stadtgarten, Schlossgarten)
- 1969: Dortmund (Westfalenpark)
- 1971: Colonia (Rheinpark, Riehler Aue)
- 1973: Amburgo (Planten un Blomen, Kleine und Große Wallanlagen)
- 1975: Mannheim (Luisenpark, Herzogenriedpark)
- 1977: Stoccarda (Schlossgarten)
- 1979: Bonn (Regierungsviertel)
- 1981: Kassel (Fuldaaue, Karlsaue)
- 1983: Monaco di Baviera (Westpark)
- 1985: Berlino Ovest (Britzer Garten)
- 1987: Düsseldorf (Volksgarten, Südpark)
- 1989: Francoforte sul Meno (Niddapark)
- 1991: Dortmund (Westfalenpark)
- 1993: Stoccarda (Grünes U)
- 1995: Cottbus (Spreeauenpark)
- 1997: Gelsenkirchen (Nordsternpark)
- 1999: Magdeburgo (Elbauenpark)
- 2001: Potsdam (Volkspark)
- 2003: Rostock (IGA-Park)
- 2005: Monaco di Baviera (Riemer Park)
- 2007: Gera, Ronneburg (Hofwiesenpark, Neue Landschaft Ronneburg)
- 2009: Schwerin (Castello)
- 2011: Coblenza (Deutsches Eck, Kurfürstliches Schloss, Festung Ehrenbreitstein)
- 2013: Amburgo (Wilhelmsburg con Georgswerder)
- 2015: Zona del fiume Havel: Brandeburgo sulla Havel, Rathenow, Premnitz, Gollenberg, Havelberg
- 2017: Berlino (Parco di Marzahn e parte di Wuhletal)
- 2019: Heilbronn (Neckarbogen)